# Ignorant Art
Ignorant Art é a mixtape de estreia da rapper australiana Iggy Azalea, lançada como um download digital gratuito em 27 de setembro de 2011, e é amplamente reconhecida como o lançamento de sua carreira musical. Foi produzida pela equipe de produção D.R.U.G.S., de Los Angeles, com o seu membro Chordz 3D sendo o produtor executivo do projeto, juntamente com Azalea e Stix como co-produtores executivos, como observado nos créditos de contra-capa da mixtape. Ela também conta com participações de YG, Problem, Joe Moses e Chevy Jones.

## Antecedentes e lançamento
Ignorant Art é o lançamento de estreia de Iggy Azalea e amplamente reconhecido por iniciar a carreira musical de Azalea. A força do lançamento contribuiu para a decisão da revista XXL de listar Azalea na edição de 2012 da lista Freshmen, onde a revista afirma que Azalea é "a primeira mulher MC para a capa, apoiada na força de sua faixa "Pu$$y" e mixtape de estreia Ignorant Art". A decisão da XXL foi controversa, especialmente com a rapper Azealia Banks que iniciou uma vingança pública com Azalea. A mixtape é ainda creditada por dar Azalea exposição suficiente para convencer o rapper T.I. a contrata-la para sua gravadora Grand Hustle. Antes do lançamento da mixtape, Azalea tinha compartilhado vários vídeos caseiros em seu canal no YouTube como uma rapper underground, incluindo remixes de "Gucci Two Times", de Gucci Mane, e "Look Out for Detox", de Kendrick Lamar, bem como suas próprias versões, "Pussy Two Times" e "Look Out for D.R.U.G.S.", respectivamente. Seu remix para "Two Times" deu origem a um segunda parte que foi incluída na mixtape e usada como primeira faixa promocional, "Pu$$y". Durante uma entrevista para a KIIS-FM em agosto de 2013, Azalea revelou que o título de sua primeira mixtape inicialmente seria "Coming to America", em homenagem ao filme de comédia de 1988 de mesmo nome.
Os MOBO Awards, que nomearam Azalea para Melhor Artista Internacional em sua cerimônia de premiação de 2013, afirmou que "Ignorant Art foi uma excelente introdução aos incríveis talentos de Iggy Azalea. Parecia mais como um mini-álbum e ela entregou conforme o que prometeu o que faria". MOBO chamou a mixtape de um instante "cult clássico", e MTV concordou, afirmando que Azalea "fazia ondas" com o lançamento. Ao assinar com a Mercury Records no Reino Unido no início de 2013, o presidente da gravadora afirmou que "Ignorant Art a catapultou para os holofotes em 2011", acrescentando que Azalea é "incrivelmente estimulante e progressista", bem como "absolutamente única".
Ignorant Art foi lançado como um download digital gratuito em 27 de setembro de 2011. Em dezembro de 2011, Azalea compartilhou uma versão acapella do projeto para DJs e remixes. Azalea também lançou vídeos musicais para três faixas da mixtape, incluindo "Pu$$y", que foi carregada pela primeira vez em seu canal do YouTube no verão de 2011. "My World", dirigido por Alex/2tone, foi lançado em novembro de 2011, e contou com a participação especial do ator e ex-lutador Tiny Lister, que lhe rendeu mais atenção devido à sua crescente popularidade online. Em janeiro de 2012, um vídeo para "The Last Song", inspirado no glamour/surrealismo dos anos 40 dirigido por Bell Soto, foi lançado. Soto disse que o vídeo "foi muito inspirado no surrealismo e o processo old school da fotografia (estúdio escurecido em vermelho, folhas de contato, câmeras 4x5). Mas nós não fomos pro vintage, mantivemos tudo muito polido e moderno".

## Alinhamento de faixas
Nota: Nenhum crédito de composição e produção foram oficialmente publicados para o projeto.
| Edição padrão  |                                                |         |  |
| N.º            | Título                                         | Duração |  |
| 1.             | "Dirt In Your Pussy Ass B!tch (Intro)"         | 1:17    |  |
| 2.             | "Hello" (com participação de Joe Moses)        | 3:49    |  |
| 3.             | "My World"                                     | 3:19    |  |
| 4.             | "Pu$$y"                                        | 2:43    |  |
| 5.             | "You" (com participação de YG)                 | 2:51    |  |
| 6.             | "Backseat" (com participação de Chevy Jones)   | 3:00    |  |
| 7.             | "Treasure Island"                              | 3:18    |  |
| 8.             | "Drop That Shit" (com participação de Problem) | 3:09    |  |
| 9.             | "The Last Song"                                | 3:16    |  |
| Duração total: | Duração total:                                 | 26:42   |  |

Créditos de amostras
Informações adaptadas de WhoSampled.
- "My World" contém amostra de "Astronomia", interpretada por Tony Igy.
- "You" contém amostra de "Crash Into Me", interpretada por Dave Matthews Band.
- Backseat contém amostras de "Last Night", interpretada por Niki & The Dove e "Backseat", interpretada por STAYGOLD com participação de Spank Rock, Damian Adore e Lady Tigra.